# Quad (roller)
Pour les articles homonymes, voir quad.

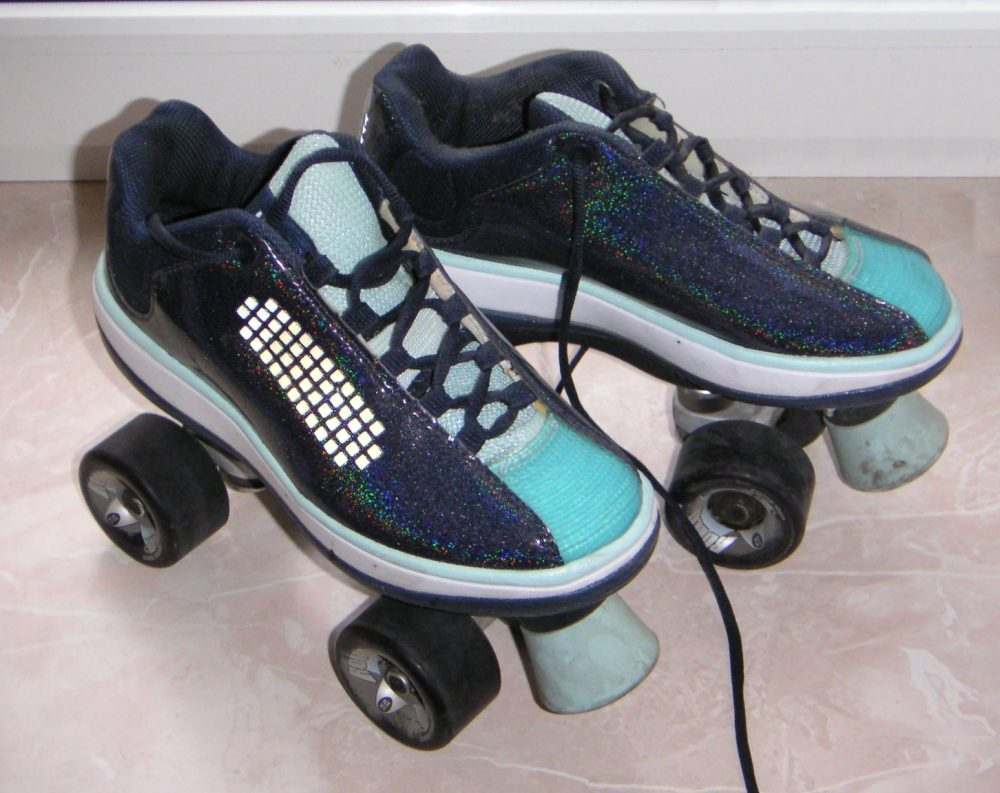
Une paire de quad

Le quad (pour roues « quadruples ») est un patin à roulettes à roues disposées en deux rangées de deux roues non alignées, montées de part et d'autre d'un essieu (en anglais : truck) à amortisseur de gomme. Le patin est souvent pourvu d'une butée en gomme à l'avant du pied, qui permet le freinage ou les piqués.

## Origines et popularité
Contrairement à une croyance populaire, le roller en ligne précède le quad, bien que le quad ait été le premier patin à roulettes le plus populaire. Aux États-Unis, le terme « rollerskates » désigne davantage un patin quad, alors que les rollers en ligne s'appellent « inline skates ». Selon l'historien du roller Sam Nieswiszki, c'est à James Leonard Plimpton que l'on doit l'invention du patin quad, en 1863. Fort de ce brevet, Plimpton, accouple son invention à des constructions de patinodromes sur lesquels il loue ses patins (ceux-ci n'étaient vendus qu'aux professionnels et non aux particuliers).
En 1876 le patin à roulettes devient le sport de distinction de la bourgeoisie parisienne. On comptera ainsi aux environs de 1890 plus de 100 patinodromes dans la capitale française. Par exemple, le Skating Palais de l'avenue du Bois de Boulogne est une institution du patinage à la fin du XIXe siècle. Jusqu'au début des années 1990, avec l'arrivée de la marque Rollerblade qui imposera le patin en ligne, le quad orientable inventé par Plimpton aura dominé un long siècle de pratiques du patin à roulettes.

## L'heure de gloire du quad: le roller disco
Le roller est historiquement lié à la mode des clubs disco où l'on danse sur roulettes. La pratique du roller influence la création artistique : films, photographie, mode. Ainsi, le film Skatetown, USA met en scène avec outrance cette véritable fièvre du roller disco. En France, c'est avec un léger décalage dans le temps que s'ouvre la discothèque à roller La Main Jaune, Porte de Champerret, au cours de l'année 1979. Son déclin est lié à la progressive disparition du patin quad pour le roller en ligne, sur lequel la danse est rendue plus difficile.

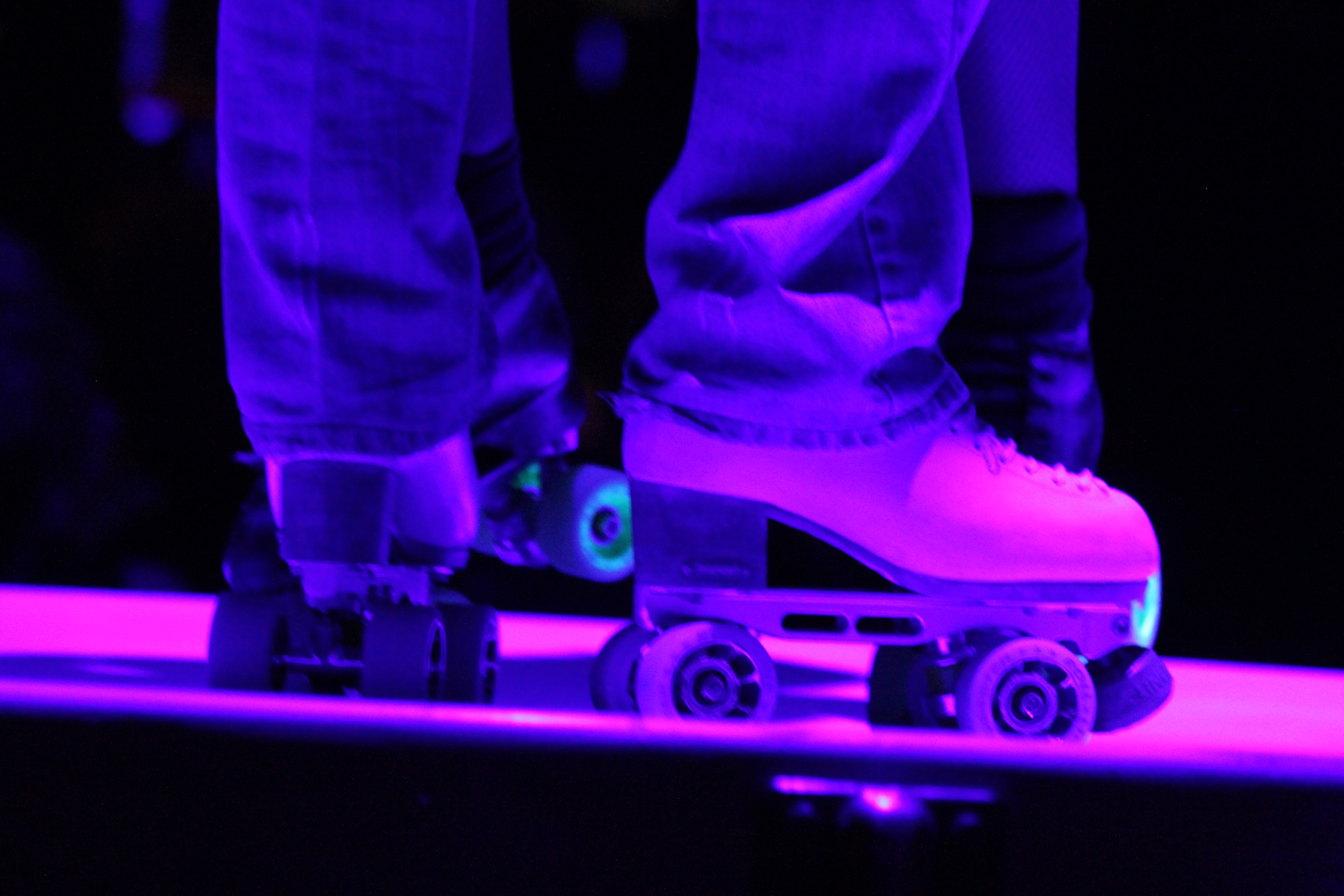
Patin typique de l'époque roller disco (bottine artistique)

## Les années 1980: le roller quad basket
Alors que le roller disco célèbre la bottine, les années 1980 voient arriver le patin « basket » d'une génération qui découvre hip-hop et breakdance. La chaussure est directement vissée sur la platine. Il existe de nombreux modèles de quads à baskets préalablement assemblés et prêts à l'usage en boutique. Ce sont surtout les magasins spécialisés qui proposent une large gamme de types de chaussures et de platines, donnant ainsi de vastes combinaisons de personnalisation du patin.
C'est l'évolution des années 1980 du fameux patin à lanières, sur lequel la chaussure de marche ou de sport est liée à la platine par une lanière à l'avant et une sur le cou-de-pied.

## Déclin et avenir du roller quad
L'arrivée fracassante du roller en ligne est d'abord perçue comme une menace à la tradition du quad dans les sections de compétition vitesse. Ainsi, les compétiteurs français hostiles à l'innovation du patinage en ligne se font surclasser par les néerlandais au début des années 1990. C'est le champion Arnaud Gicquel qui sera le premier à abandonner le quad pour des raisons de performance en vitesse.
Dépassé par la venue du roller en ligne, le quad n'est jamais mort et retrouve même aujourd'hui un certain regain d'intérêt, surtout dans les grandes villes, avec le nouvel essor du roller derby (essentiellement féminin). Le quad reste présent dans la discipline de roller artistique, bien que la transition vers des modèles en ligne ait commencé.
D'un point de vue médiatique, le film Bliss (2009) de Drew Barrymore a contribué au regain de popularité du roller derby et plus largement du quad. En France, des ligues se mettent en place depuis 2010, grâce à l'essor de nombreux clubs. En 2014, le roller derby est intégré à la Fédération française de Roller Sports, le consacrant comme un sport à part entière.

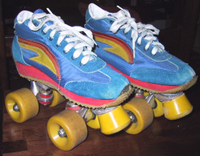
Patins quad typiques des années 1980, "façon basket".

Enfin, les qualités de maniabilité du quad en font le patin de choix pour les amateurs de danse sur patins (roller dance) mais aussi de freeskate.
Actuellement, les disciplines où le roller quad est roi sont le roller derby, le rink hockey, et le patinage artistique sur roulettes : la section patinage artistique de la FFRS est encore opposée à l'introduction du roller en ligne artistique, qui a fait pourtant ses preuves aux États-Unis. Quant au rink hockey, si la FFRS autorise les rollers en ligne, la fédération internationale rend le roller quad obligatoire en compétition.

## Disciplines du quad
- Artistique : comme le patinage artistique sur glace et plus récemment le patinage artistique en roller en ligne. L'artistique en quad a quelques originalités par rapport à la glace : la capacité de réaliser des figures sur deux roues arrière ou deux roues de côté (tranches).

- Rink hockey : pratiqué en gymnase, c'est l'alter-ego du hockey sur glace et plus récemment du roller-hockey (pratiqué en roller en ligne, en gymnase ou dehors). La crosse est plus petite et quelques règles sont différentes.

- Randonnée : urbaine ou hors des villes, la rando est très pratiquée par les quadeurs.

- Roller acrobatique : 
  - Saut : détente sèche, saut de figures ou saut en hauteur sont des exemples de roller acrobatique pratiqué en quad.
  - Slalom : discipline du roller acrobatique consistant à contourner une série de plots alignés.

- Roller derby : sport majoritairement féminin, il s'agit d'une course de contact.

- Vitesse : le quad de vitesse est révolu de nos jours, supplanté par le roller en ligne à 5 roues et plus récemment 4 grandes roues. La chaussure de quad de vitesse ressemble à la chaussure de foot ou de rugby, le montage étant fait en avant pour une plus longue poussée lors du déroulé de cheville.

- Roller-dance : héritée des années disco et des années 1980, la roller-dance (danse en roller) est majoritairement pratiquée en quad et principalement en bottines.

## Différents types de chaussures
- Basket : la pratique consistant à monter des baskets sur des quads est assez ancienne. En général on monte des chaussures de basket montantes (de type anciennes Air Jordan, Adidas Blacktop, Streetball), pour rouler et surtout sauter.

Certains utilisent aussi des chaussures de football, mais celles-ci demandent des chevilles bien musclées. On a aussi vu des montages avec des chaussures de montagne (très lourd), ou avec des Doc Martens (trop haut).
Le montage de baskets sur les quads est très développé en France, un peu moins à l'étranger.
- Coques : on peut monter sur des quads des chaussures de patins en ligne, appelées coques. Ces coques proviennent le plus souvent de patins de vitesse, car elles maintiennent bien le pied sur sa partie basse (le devant et le coup de pied), et laissent la cheville assez libre (jusqu'à un certain point, après lequel le spoiler tient celle-ci).

- Bottines : les bottines sont des chaussures de patins artistique (en anglais : « figure skating shoes »). Les bottines sont très utilisées pour le patinage artistique, mais aussi par les danseurs. La talonnette donne une stabilité particulière.

## Différents types de platines
Il existe différents types de platines selon leur géométrie, matière et accessoire.
- Artistique

La platine d'artistique est munie d'un tampon d'une dimension prête à accepter les chocs des piqués.
Quelques similitudes avec les platines de rink hockey, ces derniers utilisant de plus en plus des platines d'artistique du fait de la raréfaction de cette pratique.
- Rando

La platine de rando est munie d'une butée de petite dimension qui ne sert qu'au freinage.
- Vitesse

La platine de vitesse est démunie de tampon et allégée au maximum.
Elle est souvent munie de trucks à cliquet pour les changements de roues/roulements plus rapides (parfois en course).
- Street/rampe

La plus solide de toute, puisqu'elle encaisse les chocs de réceptions, mais aussi de rocks, slides, et grinds.
Il en existe à trucks extra larges, mais aussi à truck sans articulation.
- Roller Derby

Les platines de derby sont toutes différentes et ont chacune des particularités suivant les postes occupés ou le style de patinage du patineur.